# Рулатэ
«Рулатэ» — популярная советская песня, которую исполняла Гелена Великанова. Написана на мелодию финской народной песни в обработке Оскара Фельцмана, автор русского текста — Владимир Войнович. Песня была привезена в 1960 году Оскаром Фельцманом из Финляндии.

## История песни
Эту песню с давних времен пели финские студенты на праздновании «Ваппу» — Дня студентов, который отмечают 1 мая. Вместе с музыкой был привезён и перевод песни, где были такие слова: «Жизнь коротка, как рубашка ребёнка, больше не скажешь о ней ничего. Горе разгоним мы песнею звонкой, звонкая песня сильнее всего».
Этот текст не подошёл[кому?], поэтому был написан другой. Автором русского текста стал Владимир Войнович, в 1960-е годы сочинявший песни для советской эстрады. После того, как Войнович в 1960 году сочинил для Всесоюзного радио песню «Четырнадцать минут до старта» на космическую тему, положенную на музыку Оскаром Фельцманом и ставшую чрезвычайно популярной, он ещё некоторое время сотрудничал с композитором. Они написали много песен, часть из которых стали довольно известными, в том числе и «Рулатэ».

## Культурно-исторический контекст
Написанный Войновичем вариант уже мало имел общего с оригиналом. Сравнивая оба текста, можно увидеть, что сохранён только припев. Фразы «если к другому уходит невеста, то неизвестно, кому повезло» у финнов тоже не было. Да и никакой невесты, впрочем, тоже. Таким образом, финская народная мудрость оказалась мудростью русской (точнее — словами Войновича), хотя и навеянной, несомненно, народной традиционной мелодией.

## Текст песни Murheisna miesnä (Когда грустно)
Старая первомайская песня финских студентов (поёт Tapio Rautavaara)
Слова с переводом:

Murheisna miesnä jos polkusi kuljet,

(Если идёшь своей дорогой грустный,)

Konstin mä tiedän mi auttavi tuo:

(Я знаю, как этому помочь:)

Sä ennenkuin kuolossa silmäsi suljet,

(Прежде чем ты закроешь свои глаза и умрёшь,)

Piiriimme istu ja laula ja juo!

(Садись к нам, спой и выпей)!

Hei, rullaati rullaati rullaati rullaa,

Rullaati rullaati rullallalei!

(Эй, крутись-вертись, крутись-вертись,

крутись-вертись...)

Elo on lyhyt kuin lapsella paita,

(Жизнь коротка, как рубашка ребёнка,)

Muuta kai sanoa siitä en saa,

(По-иному, пожалуй, не скажешь,)

Siks lauluista murheilles karsina laita,

(Поэтому с песней забудь о своей печали,)

Veljet, on tässä meill’ riemujen maa.

(Братья, здесь мы счастливы.)

Hei, rullaati …

(Эй, крутись-вертись ….)

Kevättä kestää vain neljännes vuotta,

(Весна длится всего лишь четверть года.)

Riennä siis joukkohon riemuitsevain.

(Беги к нам, веселящимся.)

Ystävä, nuori et liene sä suotta,

(Друг молодой, напрасно не теряй времени,)

Kätesi anna ja laulele ain’.

(Давай свою руку и пой всегда:)

Hei, rullaati...

(Эй, крутись-вертись...)

Polilta ulos nyt tulemme juur –

(Мы как раз сбиваемся с дороги.)

Katu, mi ihmeessä oletkaan suur’ ?

(Улица, ну почему ты такая широкая?)

Vasemmall’, oikeall’ vinossa näyt –

(Справа, слева всё наперекосяк,)

Nythän jo huomaat, ett’ pienessä käyt

(И вот уже замечаешь, что идёшь по узкой.)

Hei, rullaati …

(Эй, крутись-вертись…)
Несмотря на различия, эти две песни объединяет не только припев, но и общий весёлый настрой на позитивный лад, а также на то, чтобы не унывать в тяжёлых жизненных ситуациях.

### Перевод М. Берёзкиной
Эй, рула-те-рула...

Если по жизни бредёшь ты невесел,

Выпей, дружище, и снова налей!

Мир в кружке пива — велик и чудесен,

Пей вместе с нами

И пой веселей!

Эй, рула-те-рула...

Жизнь коротка, чтобы думать о смерти —

В этом глубокая истина есть,

С песней забудутся беды, поверьте...

Братья, так будем же счастливы здесь!

Эй, рула-те-рула...

Краткая радость весны на исходе,

К нам приходи веселиться, мой друг...

Не предавайся тоске и невзгоде,

Радуйся дружбе и крепости рук!

Эй, рула-те-рула...

Кажется, братцы, мы сбились с дороги...

Улица, что же ты так широка!

Криво идём, заплетаются ноги...

Вот, до канавы — ещё три вершка!

Эй, рула-те рула...